# Sakari Tuomioja

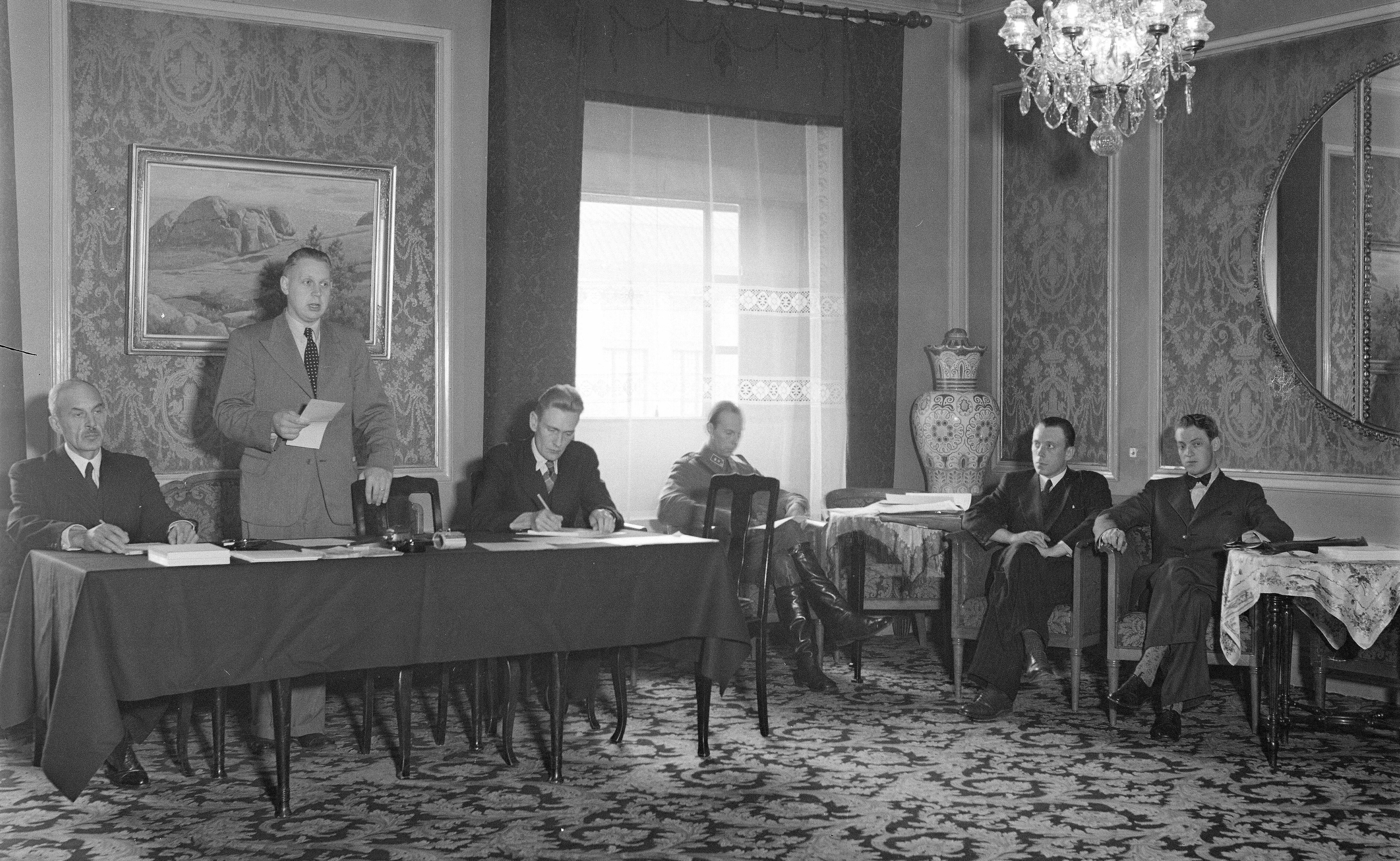
Sakari Tuomioja in 1941

Sakari Severi Tuomioja (* 29. August 1911 in Tampere; † 9. September 1964 in Helsinki) war ein finnischer Politiker, Präsident der Bank von Finnland, Diplomat und Ministerpräsident.

## Politik

### Karriere
Tuomioja gehörte zunächst der linksliberalen Nationalen Fortschrittspartei an und wechselte mit deren Auflösung 1951 zum Liberalen Bund. 1945 wurde er Finanzminister im Kabinett von Juho Kusti Paasikivi. Anschließend leitete er von 1945 bis 1955 die finnische Zentralbank. Gleichzeitig war er von März bis September 1950 Handels- und Industrieminister sowie von September 1951 bis November 1952 Außenminister. Am 17. November 1953 folgte Tuomioja Urho Kekkonen als Ministerpräsident (bis 5. Mai 1954). Er sollte als Leiter einer Übergangsregierung (Kabinett Tuomioja) eine akute Haushalts- und Wirtschaftskrise bewältigen. 1955 ging er als Botschafter nach London.

### Präsidentschaftskandidat
Bei der Präsidentschaftswahl 1956 trat er als Kandidat von Liberalem Bund und Sammlungspartei an. In der Wahlmännerversammlung konnte er sich auf 57 von 300 Wahlmännern stützen. Im zweiten Wahlgang wurde seine Kandidatur jedoch zurückgezogen, um Präsident Paasikivi doch noch für eine zweite Amtszeit aufzustellen. Dadurch sollte eine drohende Wahl Kekkonens verhindert werden. Diese Taktik wurde von den Volksdemokraten vereitelt, im dritten Wahlgang siegte schließlich Kekkonen.

## Diplomat
Von 1955 bis 1957 war er Botschafter in Großbritannien. 1957 bis 1960 war er Generalsekretär der Wirtschaftskommission für Europa der Vereinten Nationen (UN/ECE). Anschließend war er von 1960 bis zu seinem Tod finnischer Botschafter in Schweden. In dieser Funktion war er von März bis Juli 1964 auch UN-Unterhändler im Zypernkonflikt.

## Varia
Tuomioja war der erste Finne, der an den so genannten Bilderberg-Konferenzen, informellen Treffen von Funktionseliten aus Politik, Wirtschaft, Militär, Gewerkschaften, Medien und Hochschulen teilnahm.
Der Schwiegersohn der Schriftstellerin Hella Wuolijoki war Vater des späteren Außenministers Erkki Tuomioja.